# Valerio Piniano
Valerius Pinianus (Roma, 381 - Jerusalén, 432), fue miembro de una rama de la gens Valeria (gens Valeria Severa) y uno de los hombres más ricos de su tiempo. 

## Familia
Era hijo de un praefectus urbi romano y también tenía un hermano llamado Severo. Su vida está estrechamente relacionada con la de su prima paterna y esposa, Melania la Joven, con quien se casó en algún momento entre el 396 y el 400, aunque convencionalmente suele datarse en 399.
Después de su llegada a Tagaste, África del Norte en 410 y la madre de Melania, posiblemente junto con Pelagio - el año de su primer encuentro a veces se da como 418-, Agustín, obispo de Hipona, convenció a la pareja de dedicar una gran parte de su riqueza a su iglesia. En 417, la pareja se mudó a Palestina.